# 津名村
津名村（つなむら）は、広島県世羅郡にあった村。現在の世羅郡世羅町、三次市の一部にあたる。

## 地理
- 河川：津口川（美波羅川）[2]

## 歴史
- 1889年（明治22年）4月1日、町村制の施行により、世羅郡敷名村、上津田村、下津田村、長田村が合併して村制施行し、津名村が発足[1][2]。旧村名を継承した敷名、上津田、下津田、長田の4大字を編成[2]。
- 1909年（明治42年）津名村産業組合設立[2]。
- 1926年（大正13年）共同作業組合設立（農事作業の共同経営推進）[2]。備後世羅畳表組合津名村支部設立[2]。
- 1955年（昭和30年）3月31日、津名村を二分割し、大字上津田・下津田・長田は世羅郡津小国村、津久志村（一部、大字山中福田）、吉川村（一部、大字中・黒川と吉原の一部）と合併し、町制施行して世羅西町を新設[1][2]。大字敷名は世羅郡上山村（一部、大字上壱と飯田の一部）、双三郡板木村と合併して双三郡三和町を新設し、津名村は廃止された。

### 地名の由来
合併村名の文字を組み合わせたもの。

## 産業
- 農業、畳表[2]